# Gare de Courtenay
La  gare de Courtenay est une gare ferroviaire canadienne, fermée, située dans la périphérie de la ville de Courtenay sur l'île de Vancouver, dans la province de la Colombie-Britannique. 
Son bâtiment, construit en 1914, est reconnu gare patrimoniale du Canada en 1993. C'est un arrêt Via Rail Canada, fermé depuis la suspension du service ferroviaire en 2011.

## Situation ferroviaire
La gare de Courtenay est le terminus nord de la ligne du Canadien Pacifique, entre les gares de Courtenay et de Victoria sur l'île de Vancouver.
La gare originelle comprend un long quai de chargement, un triangle de retournement (aujourd'hui disparu) et un petit dépôt de locomotives.

## Histoire

### L'arrivée du train sur l'île
La décision de construire la gare est liée à l'arrivée de la Colombie Britannique dans la confédération canadienne en 1867. Cette intégration impliquait la construction d'un chemin de fer sur l'Île de Vancouver. Un premier projet prévoit une connexion vers Baie de Bute, au nord-est de Courtenay, sur le continent, loin des intérêts de l'île. Robert Dunsmuir, baron du charbon basé à Nanaimo et personnalité politique de l'île, pousse à la construction de la ligne entre Nanaimo et Esquimalt, au sud de l'île, afin d'exporter son charbon. Il propose un financement de l'Esquimalt and Nanaimo Railway (en) par des capitaux venant des États-Unis pour la réaliser, impliquant notamment le Central Pacific. La compagnie ferroviaire est incorporée le 27 septembre 1883.
En complément d'une subvention de 750 000 dollars, et après des débats virulents au parlement du Canada, le gouvernement fédéral octroie en 1885 une concession exclusive et détaxée d'exploitation des sols à Dunsmuir et ses associés, le Esquimalt and Nanaimo land grant. Cette concession de 1 900 000 acres (768 903 ha) représente environ 20 % de l'île de Vancouver ; elle incluait des réserves des Premières Nations. L'objectif était d'inciter Dunsmuir à poursuivre l'expansion du réseau ferré vers Wellington, Victoria et Courtenay. 
Une seconde concession est accordée, le 30 juin 1905, entre la rivière de Courtenay et Seymour Narrows. Le Esquimalt and Nanaimo Railway est vendu au Canadien Pacifique en 1905 par le fils de Dunsmuir.

### La construction de la gare
Le lieu accueillant la gare est situé dans une zone boisée à l'écart de la ville de Courtenay. L'annonce de l'arrivée du train à Courtenay provoque un boom économique, certaines entreprises commençant à construire des entrepôts auprès du lieu où serait construite la ligne. 
Les premiers travaux de terrassement ont lieu en décembre 1912. La construction de la gare est assurée par un contrat auprès d'un entrepreneur, là ou, habituellement, le Canadien Pacifique utilisait ses propres ressources. 
Les travaux sont réalisés en vue d'une extension de la ligne vers Campbell River au nord de l'île, au cœur de la seconde concession ; celle-ci ne sera jamais réalisée du fait de l'économie de guerre à partir du 4 août 1914 et de l'essor de l'automobile post-guerre.

### La gare en service
Les premiers trains circulent en juillet 1914, amenant le nécessaire pour terminer les travaux, et la gare de Courtenay est officiellement mise en service le 6 août 1914.  
Sa « longueur et largeur exceptionnelles pour une gare du CP de cette époque » démontre l'optimisme des promoteurs quant au développement de la région de la vallée Comox (en), qui comporte alors des industries forestières, agricoles et minières.
Un plan non daté indique la présence en gare d'un quai de chargement, d'un bâtiment destiné au fret, et plusieurs embranchements : une usine d'usinage, un entrepôt, un distributeur de propane et un distributeur d'essence. Un enclos pour charger le bétail était en service à une époque non connue. Le service du courrier passe par le chemin de fer, et donc par la gare, entre 1920 et le 30 septembre 1952.
Le dernier train à vapeur roule en 1949, remplacé par des machines diesel. Au milieu des années 1950, les anciennes voitures voyageurs, datant de l'inauguration de la gare sont remplacées par des autorails Budd (en). Dans les années 1960, les trains de fret n'arrivent plus à Courtenay que deux fois par semaine.
En 1977, le trafic de passagers est versé à Via Rail Canada par le Canadien Pacifique ; ce dernier conserve la propriété de la ligne. Dès 1989 est annoncée la potentielle fermeture de la ligne. La maintenance des voies est négligée.
Le bâtiment voyageurs est « reconnu formellement » Gare ferroviaire patrimoniale du Canada le 1er avril 1993, avec les gares E&N de Qualicum et Duncan. La ville de Courtenay reconnaît également l’importance patrimoniale de la gare en 2002 et 2009.

### État actuel
En 2003, l'ensemble de la ligne et de ses infrastructures est donnée à l'Island Corridor Foundation (en) (ICF), dans le but de continuer l'exploitation ferroviaire. 
Le 21 mars 2011, le trafic voyageur est stoppé, et, début avril l'ICF informe l'exploitant (le Southern Railway of Vancouver Island) qu'il est nécessaire de réaliser des travaux importants pour que la voie soit apte à la circulation des trains. Un service de remplacement par autobus est mis en place puis supprimé le 7 août 2011 du fait de l'insuffisance de sa fréquentation. La reprise du service en gare de Courtenay, espérée pour l'été 2015, n'est toujours pas effective en 2024 faute d'investissements pour la ligne.

À partir de 2011, le Rotary Club de Courtenay lève des fonds pour préserver la gare. Le toit est ainsi rénové en 2015, et un chemin de randonnée, Trail along the Rail, est créé le long de la voie existante entre les 5e et 29e rues.

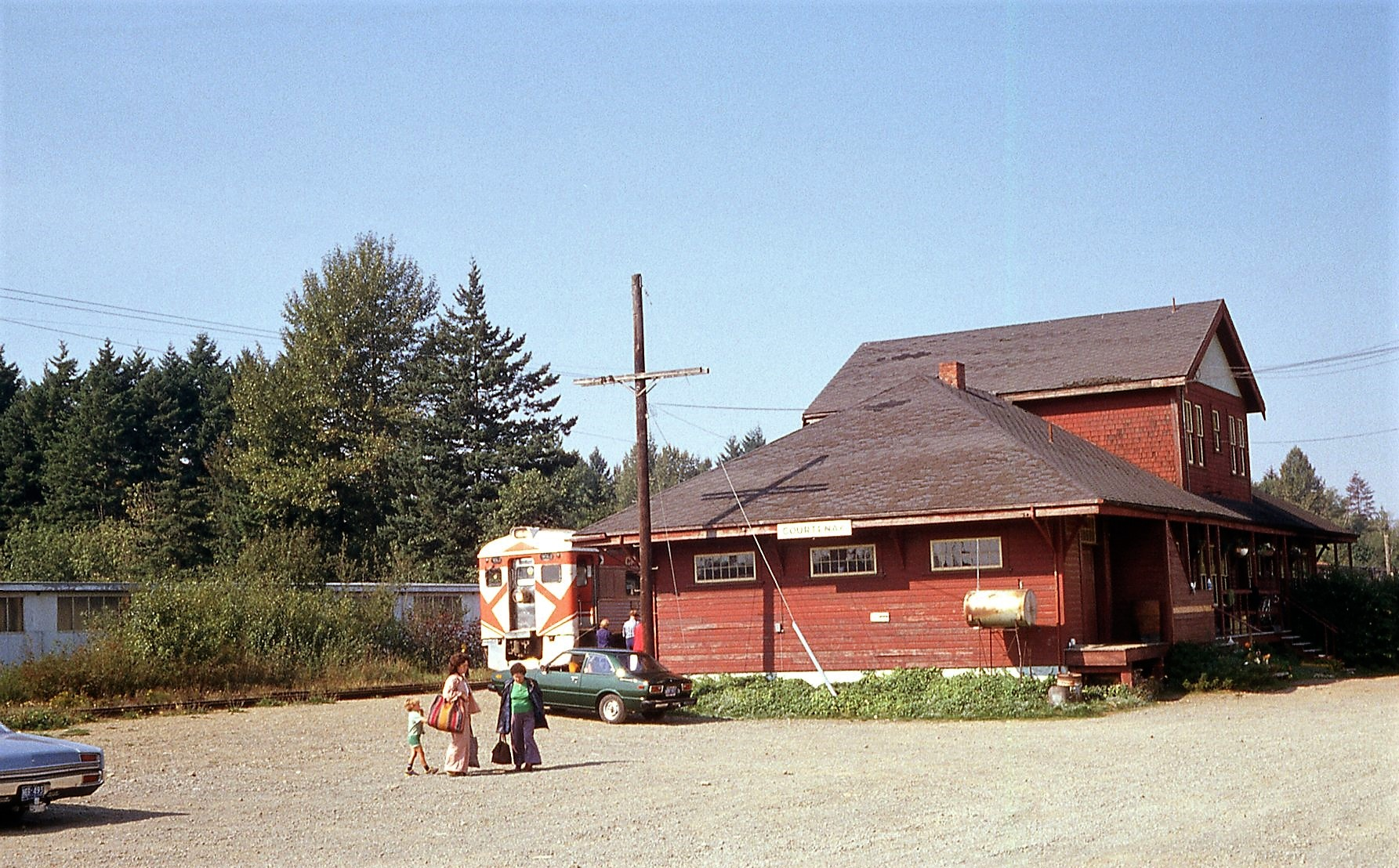
La gare en 1979.
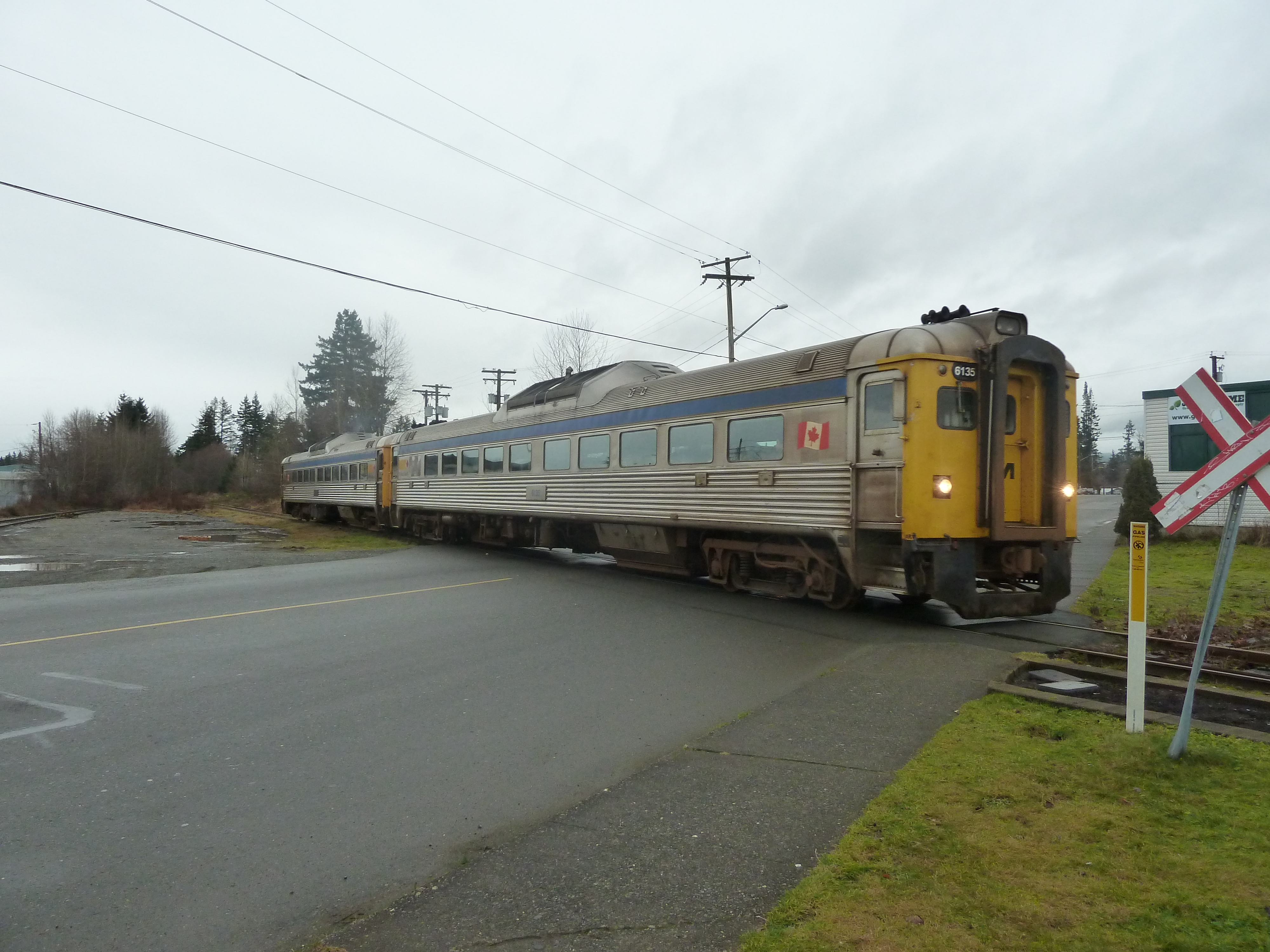
Arrivée en 2010 d'un train VIA Rail en gare de Courtenay.

## Architecture
La gare est de plan rectangulaire, et présente un corps principal à deux niveaux, flanqué de deux ailes à toiture haute, avec un avant-toit en surplomb. 
Elle est conçue par R.A. Bainbridge, ingénieur divisionnaire du Canadien Pacifique, suivant le plan n°9 de la compagnie. La construction est en ossature bois, suivant une architecture utilitaire. Elle est quasi-identique à la gare de Duncan. 
À l'extérieur, les murs du premier niveau sont faits de planches à feuillure, là où l'étage supérieur est réalisé en bardeaux de cèdre. Les façades sont peintes en « CPR red ». Des planches cornières « remarquables », ainsi que 24 consoles en bois élancées (sous les auvents) complètent l'esthétisme de l'ensemble. Le soubassement est plancheté, et un porche court le long de la façade arrière, côté rue, protégé par un garde-corps en treillis. Les fenêtres et des portes sont disposés de manière irrégulière.  
Les toits sont double-pente, ceux des ailes à double-pentes coupées. Initialement, au moins un pan coupé avait le mot « COURTENAY » écrit en large lettre blanches ; le nom est resté quelque temps mal écrit : « COURTNAY ».  
Le corps principal, qui accueille initialement les équipes de conduite, est destiné à héberger le chef de gare ; la priorité est donnée aux hommes mariés ayant une famille, afin de les établir durablement à Courtenay. Il est autorisé à planter et entretenir un jardin. Le rez-de-chaussée comporte un salon et une cuisine avec cellier ; l'étage possède trois chambres, une salle d'eau et deux placards.  
Il y a deux salles d'attente : une grande pour tout public, et une plus petite, pour les femmes. Une toilette est à disposition des voyageurs. La plateforme à bagages, surélevée, présente deux grandes portes de chaque côté de l'aile qui l'abrite.  
À l'intérieur, plusieurs éléments ont été préservés : la salle d'attente (planchers de bois, les murs en lattis de bois sur plinthes couverts de plâtre, et haut lambris en toile de jute au-dessus d'une plinthe moulurée, portes de bois à panneaux), l'espace résidentiel  à l'étage et la salle à marchandises qui conserve ses madriers et ses poteaux découverts.

La gare, fermée, en 2011
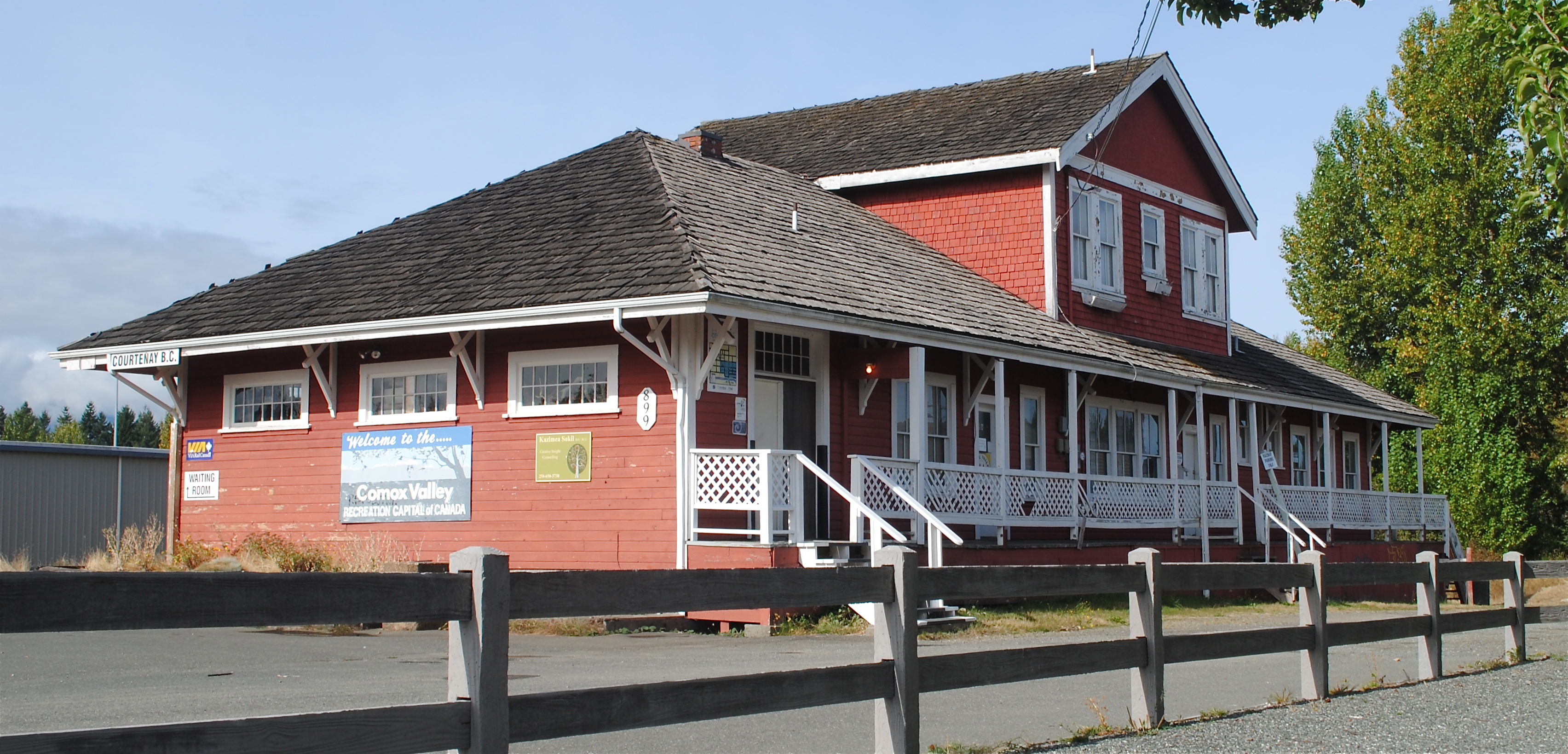
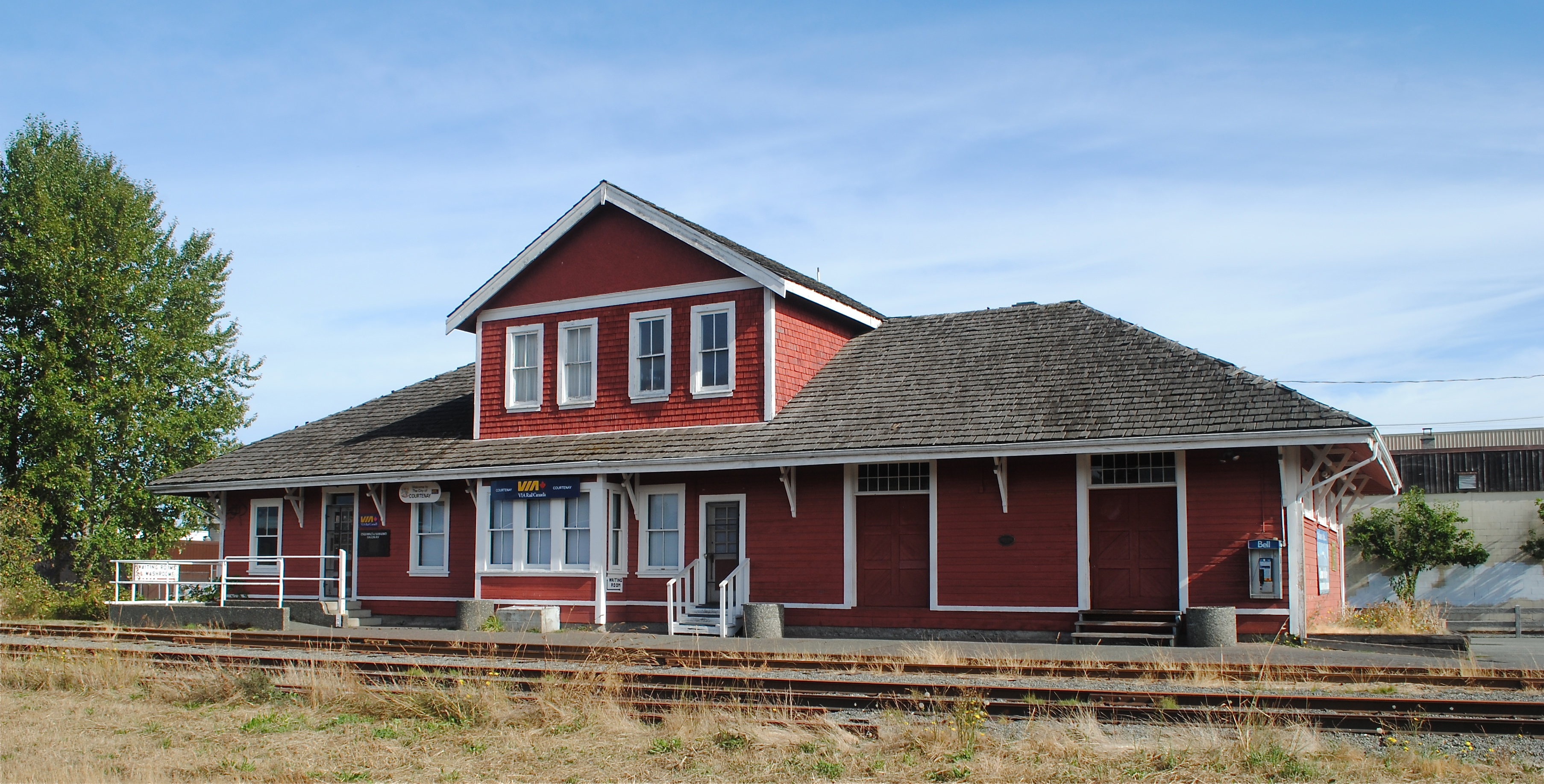